# Чаргалі
Чаргалі (груз. ჩარგალი) — село в Грузії.
За даними перепису населення 2014 року в селі проживає 69 осіб.